# An-Nabi Jusza
An-Nabi Jusza (arab. النبي يوشع) – nieistniejąca już arabska wieś, która była położona w Dystrykcie Safedu w Mandacie Palestyny. Wieś została wyludniona i zniszczona podczas I wojny izraelsko-arabskiej, po ataku sił żydowskiej organizacji paramilitarnej Hagana w dniu 16 maja 1948.

## Położenie
An-Nabi Jusza leżała w Górnej Galilei w Górach Naftali powyżej Doliny Hula, w odległości 17 kilometrów na północny wschód od miasta Safed. Według danych z 1945 do wsi należały ziemie o powierzchni 361,7 ha. We wsi mieszkało wówczas 70 osób.
| własność gruntów | powierzchnia gruntów (hektary) |
| ---------------- | ------------------------------ |
| Arabowie         | 361,6                          |
| Żydzi            | 0                              |
| publiczne        | 0,1                            |
| Razem            | 361,7                          |

| Rodzaj użytkowanych gruntów | hektary |
| --------------------------- | ------- |
| uprawy zbóż                 | 64      |
| nieużytki                   | 296,1   |
| zabudowane                  | 1,6     |

## Historia

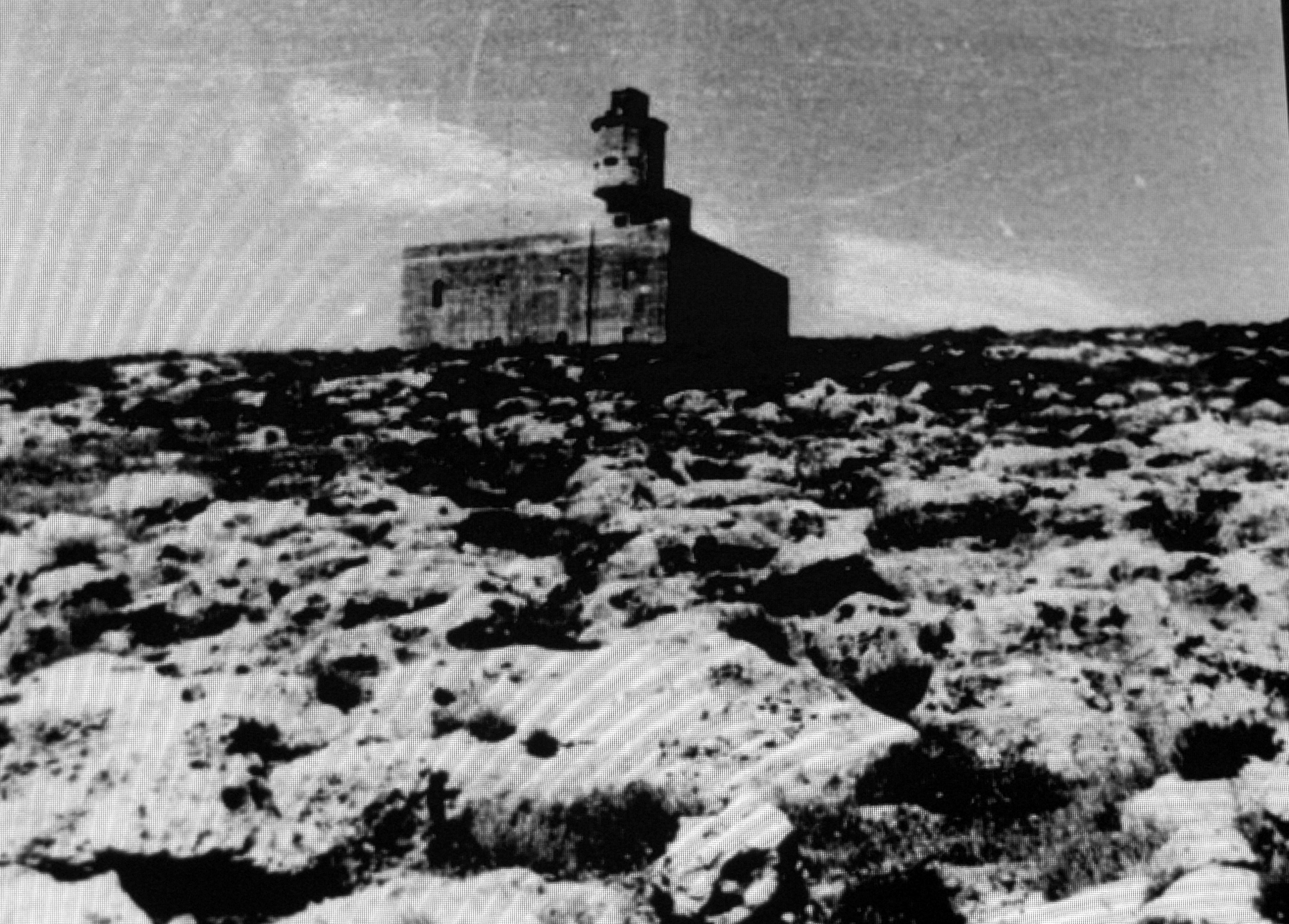
Fort brytyjskiej policji w An-Nabi Jusza

Pod koniec XVIII wieku muzułmańska rodzina al-GhuI utworzyła w miejscu tym sanktuarium na cześć islamskiego uczonego Nabi Jusza. Powstał tutaj meczet, budynek dla gości, a następnie wokół rozrosła się niewielka wieś. Po zakończeniu I wojny światowej na mocy brytyjsko-francuskiego porozumienia, wieś an-Nabi Jusza została w 1920 umieszczona w Mandacie Syrii i Libanu. Podczas powszechnego spisu ludności przeprowadzonego w 1921 przez Francuzów, mieszkańcy wsi otrzymali obywatelstwo Libanu. Jednakże Komisja Graniczna podjęła decyzję o przesunięciu granicy i w 1924 An-Nabi Jusza została przeniesiona do Mandatu Palestyny.
W okresie panowania Brytyjczyków An-Nabi Jusza była małą wsią. We wsi znajdował się meczet, oraz fort policji mandatowej (Fort Tegart).
Podczas wojny domowej w Mandacie Palestyny w połowie kwietnia 1948 Brytyjczycy ewakuowali większość swoich posterunków w Górnej Galilei. Rejon wioski An-Nabi Jusza zajęły siły Arabskiej Armii Wyzwoleńczej, które w tutejszym forcie policji utworzyły swoją bazę. Żydowska organizacja Hagana rozumiała strategiczne położenie tego punktu, który kontrolował drogę wjazdową na klif w górach Naftali i zamykał dojazd do położonych tam osiedli żydowskich. Również tędy prowadził droga, którą do Doliny Hula schodziły arabskie milicje. W dniu 15 kwietnia siły Palmach przeprowadził pierwszą próbę zdobycia An-Nabi Jusza, ale po straceniu 2 żołnierzy wycofał się. Drugą próbę podjęto 20 kwietnia z wykorzystaniem większych sił i materiałów wybuchowych do wysadzenia muru fortu. Podczas natarcia zginęło 22 żołnierzy żydowskich. Na samym początku I wojny izraelsko-arabskiej w nocy z 16 na 17 maja 1948 Izraelczycy zajęli wieś An-Nabi Jusza. W walce o fort zginęło 2 izraelskich żołnierzy. Następnie wysiedlono wszystkich mieszkańców, a domy wyburzono, pozostawiając jedynie posterunek brytyjskiej policji, który obecnie służy jako baza straży granicznej.

## Miejsce obecnie
Grunty wioski An-Nabi Jusza zajął istniejący od 1945 moszaw Ramot Naftali.
Palestyński historyk Walid Chalidi, tak opisał pozostałości wioski An-Nabi Jusza: „Obszar jest pokryty gruzem i jest otoczony drutem kolczastym, przez co dostęp jest utrudniony. Jednakże pozostały niektóre dowody po wiosce: fragmenty domów, groby na wiejskim cmentarzu oraz sanktuarium Nabi Jusza. W nienaruszonym stanie są dwie kopuły i łukowate wejście do głównej części sanktuarium, ale grube kamienne mury są mocno uszkodzone i cały kompleks budynków jest zaniedbany”.